# Nguyễn Xuân Sơn (chính khách)
 Nguyễn Xuân Sơn (sinh năm 1962) là một chính khách Việt Nam. Ông từng là Chủ tịch Hội đồng nhân dân tỉnh Nghệ An khóa XVII, nhiệm kỳ 2016–2021.

## Lý lịch và học vấn
Nguyễn Xuân Sơn sinh ngày 2 tháng 9 năm 1962, quê quán xã Tràng Sơn, huyện Đô Lương, tỉnh Nghệ An.
Trình độ: Đại học Sư phạm
Ngày vào Đảng Cộng sản Việt Nam: 3/2/1986. Ngày chính thức: 3/2/1987

## Sự nghiệp
Từ 11/1983 – 2/1986: Cán bộ tuyên huấn Tỉnh đoàn Nghệ Tĩnh.
Từ 2/1986 – 8/1987: Nhập ngũ E52-F320 Quân đoàn 3, Thường vụ Đoàn E52.
Từ 9/1987 – 2/1989: Cán bộ tuyên huấn, Bí thư Đoàn cơ quan, Đảng ủy viên Đảng bộ Tỉnh đoàn.
Từ 2/1989 – 1/1992: Phó Bí thư – Bí thư Huyện đoàn Quỳ Hợp, Bí thư Chi bộ Khối dân huyện Quỳ Hợp.
Từ 2/1992 – 9/1996: Thường vụ Tỉnh đoàn, Trưởng ban Tổ chức, Chủ nhiệm Ủy ban Kiểm tra, Bí thư Đảng bộ Tỉnh đoàn.
Từ 9/1996 – 8/2000: Phó Bí thư Thường trực Tỉnh đoàn, Bí thư Đảng bộ Tỉnh đoàn.
Từ 8/2000 – 8/2003: Tỉnh ủy viên, Bí thư Tỉnh đoàn, Ủy viên Ban thường vụ Trung ương Đoàn khóa VIII.
Từ 9/2003 – 2/2006: Tỉnh ủy viên, Bí thư Huyện ủy Nghĩa Đàn, Chủ tịch Hội đồng nhân dân huyện Nghĩa Đàn, Đại biểu Hội đồng nhân dân tỉnh khóa XV.
Từ 2/2006 – 5/2009: Tỉnh ủy viên, Phó trưởng Ban Thường trực Ban Tổ chức Tỉnh ủy, Đại biểu Hội đồng nhân dân tỉnh khóa XV.
Từ 5/2009 – 7/2013: Tháng 7/2009 vào Ban Thường vụ Tỉnh ủy, Trưởng ban Dân vận Tỉnh ủy, Phó Chủ tịch Ủy ban Mặt trận Tổ quốc tỉnh không chuyên trách, Chủ tịch Liên hiệp các tổ chức hữu nghị tỉnh, Trưởng ban Văn hóa - xã hội Hội đòng nhân dân tỉnh.
Từ 8/2013 – 10/2015: Ủy viên Ban Thường vụ Tỉnh ủy, Phó Chủ tịch Hội đồng nhân dân tỉnh, Chủ tịch Liên hiệp các tổ chức hữu nghị tỉnh.
Từ 10/2015 - 6/2016: Phó Bí thư Thường trực Tỉnh ủy, Phó chủ tịch Ủy ban Mặt trận Tổ quốc tỉnh không chuyên trách, Chủ tịch Liên hiệp các tổ chức hữu nghị.
Sáng ngày 29/6/2016, Hội đồng nhân dân tỉnh Nghệ An khóa XVII, nhiệm kỳ 2016 – 2021 tiến hành kỳ họp thứ nhất, bầu Nguyễn Xuân Sơn giữ chức vụ Chủ tịch Hội đồng nhân dân tỉnh với tỷ lệ số phiếu 89/90 đồng ý.